# Шасі (літальний апарат)

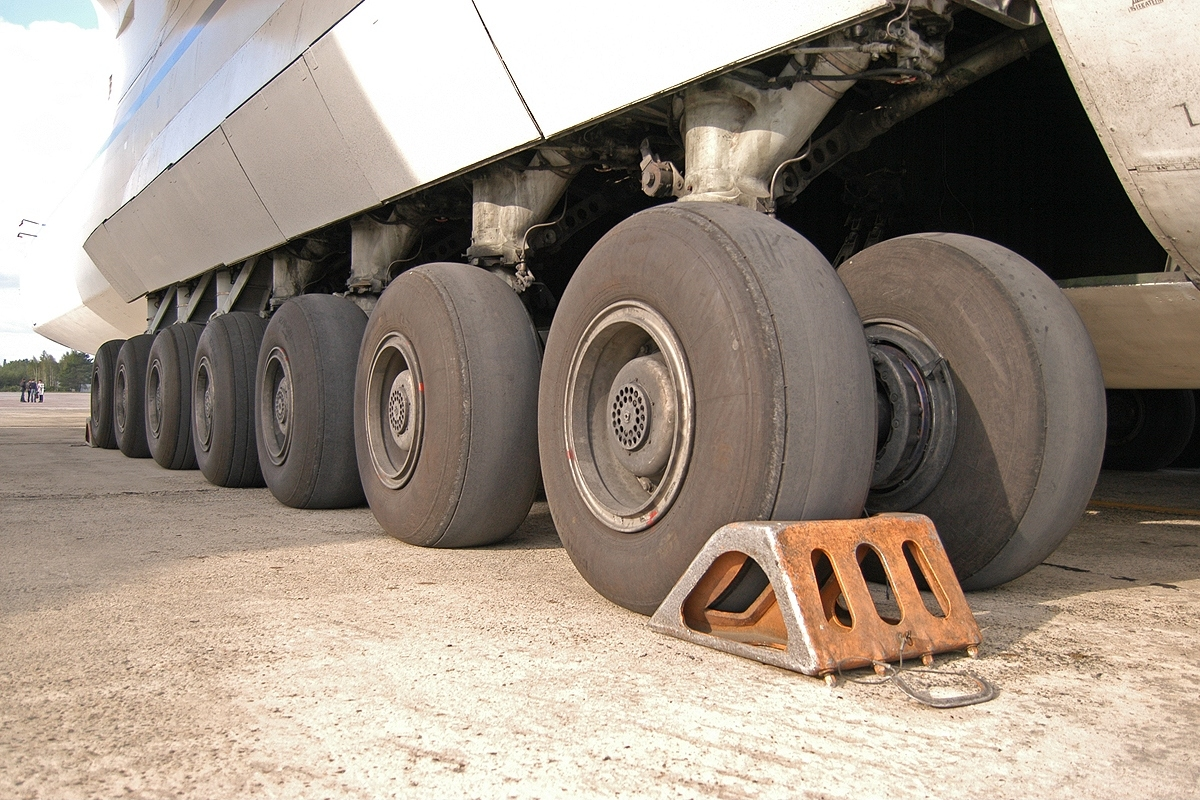
Шасі Ан-225 «Мрія»

Шасі́ (фр. châssis — «основа», «рама») або підво́ззя літального апарата — технічний пристрій літальних апаратів (літаків, планерів, вертольотів), який забезпечує зліт, посадку та переміщення апарата по поверхні суші, певної конструкції (палубі корабля) або води.
Система опор літального апарата, що забезпечує його стоянку, пересування по аеродрому або воді при зльоті, посадці і керуванні. Зазвичай являє собою кілька стійок, обладнаних колесами, іноді використовують лижі або поплавці. В деяких випадках використовують гусениці або поплавці, суміщені з колесами.

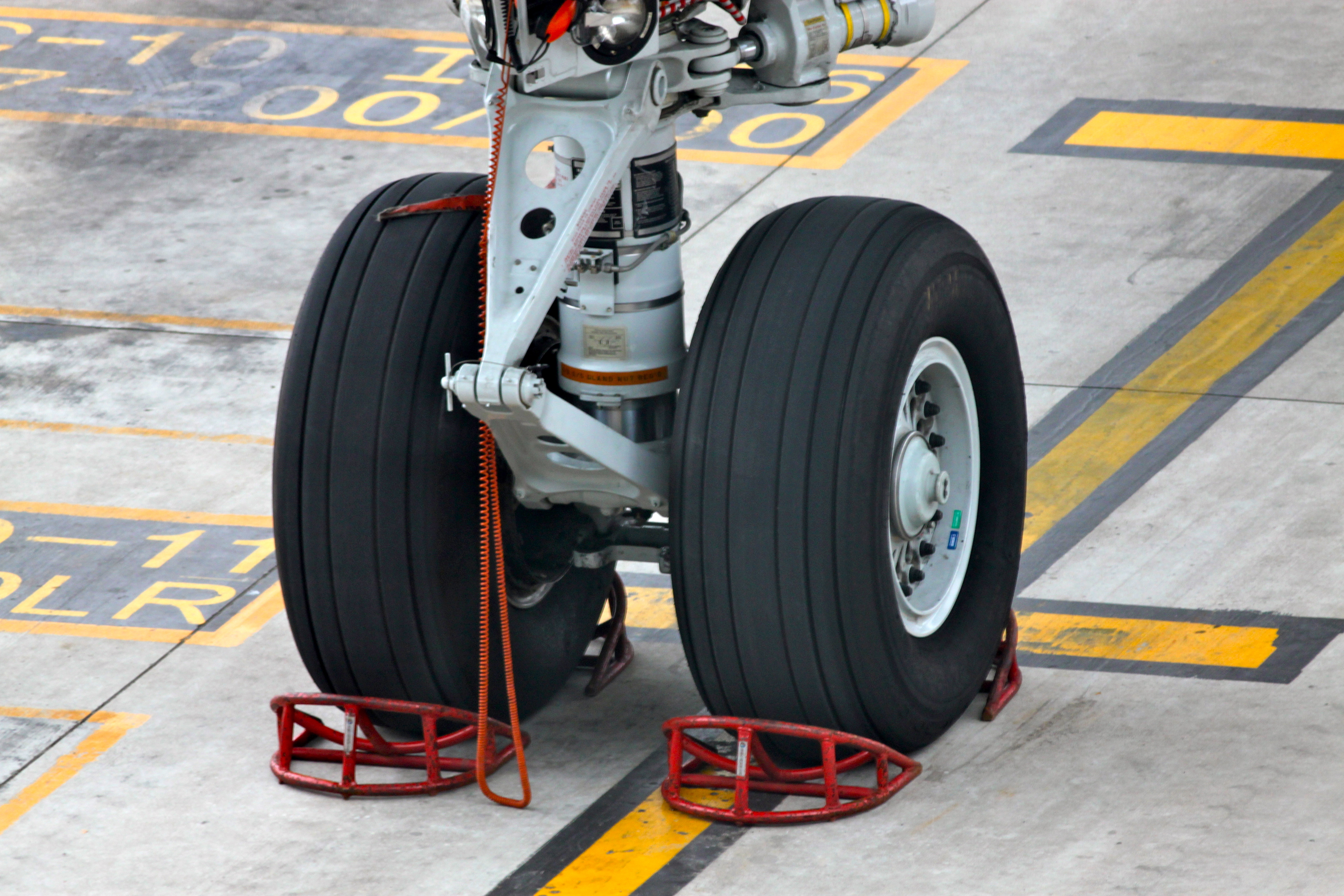
Шасі

«Шасі» — загальний термін. Як правило, розрізняють «опори» («стійки» або «ноги») шасі, уточнюючи яка саме. Наприклад, кажуть: права основна опора шасі або права основна стійка шасі.

## Різновиди шасі
Існують три основні різновиди шасі:
1. Найпоширеніший вид з основними опорами за центром тяжіння і передньою опорою. Літаки з таким видом шасі стійкі під час руху по землі.
2. Застарілий вид шасі, що зберігся на легких літаках з основними стійками попереду центру мас та задньою опорою. Літаки з таким видом шасі нестійкі в шляховому відношенні під час руху по землі. Вони схильні до некерованого розвороту (ground loop[en]) і вимагають негайного втручання в управління у разі відходу з курсу.[2]
3. «Велосипедне» шасі не дозволяє пілоту збільшити кут тангажу на розгоні та утримати ніс від різкого опускання на посадці. Часто на передню стійку припадає понад 50 % ваги літака. Приклад літака з велосипедним шасі — Як-28.